# 乔治·迈耶
乔治·迈耶（英語：George Mayer，？—？），美国男子竞技体操运动员。他曾获得1904年夏季奥运会体操比赛男子团体全能铜牌。他也参加了三个个人小项，最好名次是第四名。